# George deGolian
George Putnam deGolian (* 9. September 1959 in Atlanta, Georgia) ist ein US-amerikanischer Filmproduzent, Filmregisseur und Filmschaffender, der 1989 gemeinsam mit Gary Moss für einen Oscar nominiert war.

## Biografie

### Bildung und Werdegang
DeGolian machte 1982 seinen Bachelor of Science in Industriemanagement in Georgia und besuchte 1984 die Georgia State University, wo er seinen Master of Science in Communications machte. DeGolian arbeitete im Zeitraum 1983/1984 als Produzent und Herausgeber bei Atlanta Video/Synapse Films in Atlanta. Von 1985 bis 1990 war er als Produzent und Regisseur in Atlanta tätig. Ebenso war er in diesem Zeitraum bis 1992 Vizepräsident und ausführender Produzent bei Adreralin Entertainment in Los Angeles und von 1992 bis 1996 Vizepräsident und ausführender Produzent bei Cloud 9 Interactive in Los Angeles. In den Jahren 1989, 1990 war er zudem Produktionsberater an der Georgia State University in Atlanta. In Marquis Who’s Who wird deGolian als Filmproduzent geführt, der zu beachten sei. Er ist Mitglied der Nationalen Akademie für Fernsehkunst- und Wissenschaften der Academy Motion Picture Arts and Sciences.

### Projekte
Für den Kurzfilm Gullah Tales war DeGolian in verschiedenen Funktionen tätig, so als Editor und Regieassistent. Zudem produzierte er den Film gemeinsam mit Gary Moss. Das Duo wurde mit und für den Film, der auf einer Sklavenplantage in South Carolina im Jahr 1830 spielt, und die gewitzte Listigkeit eines älteren Sklaven zum Inhalt hat, für einen Oscar nominiert. Die Trophäe ging jedoch an Dean Parisot und Steven Wright und ihren Film The Appointments of Dennis Jennings. Deren Film zeigt einen Tagträumer, eben Jennings, der sich Hilfe von einem Psychiater erhofft, aber das Gegenteil findet.
In den Jahren 1994, 1995 war deGolian an zwei Videospielen beteiligt, einmal als Produzent an Spider-Man und zum anderen an Wana Be a Dino Finder. Bei dem Dokumentarfilm The Olmsted Legacy führte er 2010 Regie. Die Familie hat ein unverwechselbares Parksystem in Seattle entwickelt, das im ganzen Land als Olmsted-Parksystem einen besonderen Ruf genießt. Ein weiterer Dokumentarfilm unter deGolians Mitwirkung als Produzent entstand 2013, der Kurzfilm Mysteries of the Unseen World, in dem der Zuschauer Orte kennenlernt, die er nie zuvor gesehen hat und Geheimnisse gelüftet werden. 

### Verbindungen
DeGolian ist der Sohn von Felix Eugene und Helen, geborene Rathbone, deGolian. Seit April 1989 ist er mit Daria Underwood verheiratet.

## Filmografie (Auswahl)
- 1988: Gullah Tales (Kurzfilm; Editor, Regieassistent, Produzent)
- 1994: Spider-Man (Videospiel; Ausführender Produzent)
- 1995: Wanna Be a Dino Finder (Videospiel; Ausführender Produzent)
- 2010: The Olmsted Legacy (Dokumentarfilm; Regie)
- 2013: Mysteries of the Unseen World (Dokumentar-Kurzfilm; Ausführender Produzent)

## Auszeichnungen
- 1988: Golden Apple Award Nationales Bildungsfestival
- 1989: Richterpreis Sinking Creek Film Festival
- 1989: Grand Gold Medaille Rat für Förderung und Unterstützung im Bereich Bildung
- 1989: Red Ribbon American Film Festival
- Oscarverleihung 1989: Nominierung gemeinsam mit Gary Moss in der Kategorie „Bester Kurzfilm“